# Attaque du Resorts World Manila
L'attaque du Resorts World Manila est survenue le 2 juin 2017 lorsque 39 personnes du complexe de divertissement Resorts World Manila (en) (aujourd'hui Newport World Resorts) à Pasay, dans la région métropolitaine de Manille, aux Philippines, ont été tuées et 70 autres ont été blessées lorsqu'un homme armé a provoqué une bousculade et incendié des tables de casino, des machines à sous et des chaises de machine vers minuit,. Le tireur s'est déplacé vers une zone de stockage pour voler des jetons de casino sur le site, mais s'est suicidé plus tard à la suite d'une confrontation avec la police qui a répondu. Tous les décès et blessures de l'attaque ont résulté de la bousculade initiale et de l'inhalation de fumée de l'incendie.
Alors que les soupçons initiaux pointaient fortement vers une attaque terroriste, avec des affiliés de l'État islamique d'Irak et du Levant (EIIL) revendiquant la responsabilité, les représentants de la police nationale philippine ont toujours soutenu que le motif était probablement un vol,. L'évidence a confirmé finalement que l'attaque était financièrement motivée et a été commise par Jessie Javier Carlos, un ancien fonctionnaire criblé de dettes.